# Чалыкла
Чалыкла́ — обезлюдевший  посёлок в Озинском районе Саратовской области, в составе сельского поселения Чалыклинское муниципальное образование.  

## География
Автомобильная дорога федерального значения А-298 и линия Саратов I — Урбах — Ершов — Озинки — Уральск Саратовского региона Приволжской железной дороги проходят через посёлок и связывают его с районным центром Ози́нки.
Находится на расстоянии 5 км на север от административного центра поселения — посёлка Модин и  24 километров на запад от районного центра Озинки.

## История
Основан при одноимённой станции в 1894 г.

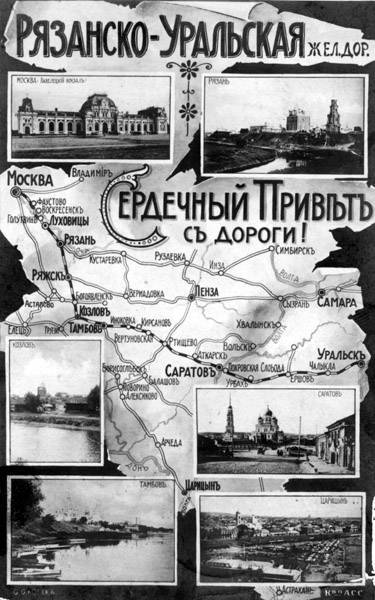
Privet

На территории станции были расположены зернохранилище на 12 тыс. пудов, частный хлебный склад на 80 вагонов и здание оборотного паровозного депо для размещения трёх паровозов.
Согласно Списку населённых мест Самарской губернии 1910 года при станции Чалыкла Рязанско-Уральской железной дороги проживало 60 мужчин и 45 женщин. Населённый пункт относился к Натальинской волости Новоузенского уезда Самарской губернии.
В 1919 году в составе Новоузенского уезда населённый пункт включён в состав Саратовской губернии.
В 1937 году по обвинению в антисоветской агитации был несправедливо осуждён житель посёлка Андреев Виктор Дмитриевич (1913 г.р., 5 лет лагерей). Он был реабилитирован в 1993 году Саратовской областной прокуратурой.
Во время Великой Отечественной войны на фронте погибли (пропали без вести) уроженцы и жители посёлка:
- Адамов Константин Александрович (инженер капитан-лейтенант, погиб в 1941 г.)[9];
- Беляев Семен Петрович (1920 г.р., младший лейтенант, погиб в 1943 г.)[10];
- Каневцев Иван Павлович (1919 г. р., лейтенант, погиб в 1943 г.)[11];
- Канопелько Александр Иванович (1922 г.р., старший сержант, погиб в 1943 г.)[12];
- Кичамов Евгений Гаврилович (1925 г.р., красноармеец, погиб в 1944 г.)[13];
- Комнатнов Иван Данилович (1909 г.р., красноармеец, пропал без вести в 1942 г.)[14];
- Корешков Алексей Петрович (1913 г.р., лейтенант, погиб в 1944 г.)[15]
- Корешков Анатолий Петрович (1913 г.р., красноармеец, пропал без вести в 1941 г.)[16];
- Моргунов Алексей Николаевич (1912 г.р., красноармеец, погиб в 1943 г.)[17];
- Нордцев Петр Григорьевич (1924 г.р., младший сержант, погиб в 1943 г.)[18];
- Подбаронов Николай Васильевич (1923 г.р., красноармеец, погиб в 1943 г.)[19];
- Попов Илья Николаевич (1921 г.р., красноармеец, погиб в 1941 г.)[20];
- Рузаев Петр Григорьевич (1910 г.р., красноармеец, пропал без вести в 1941 г.)[21];
- Сидоров Петр Иванович (1921 г.р., красноармеец, пропал без вести в 1941 г.) [22];
- Силонов Виктор Васильевич (1923 г.р., красноармеец, погиб в 1942 г.)[23];
- Шуруков Егор Никифорович (1911 г.р., красноармеец, пропал без вести в 1942 г.)[24]

## Население
Динамика численности населения по годам:
| Годы      | 1910 | 2002 |
| --------- | ---- | ---- |
| Население | 105  | 17   |

| 2002 | 2010 |
| ---- | ---- |
| 18   | ↘0   |

## Известные люди
16 сентября 1900 года в посёлке в семье путевого обходчика родился Ива́н Ива́нович Ма́сленников (1900 — 1954) — советский военачальник, генерал армии (1944). Герой Советского Союза (8 сентября 1945).

## Достопримечательности
Здание вокзала и водонапорная башня.